# Gębczyce

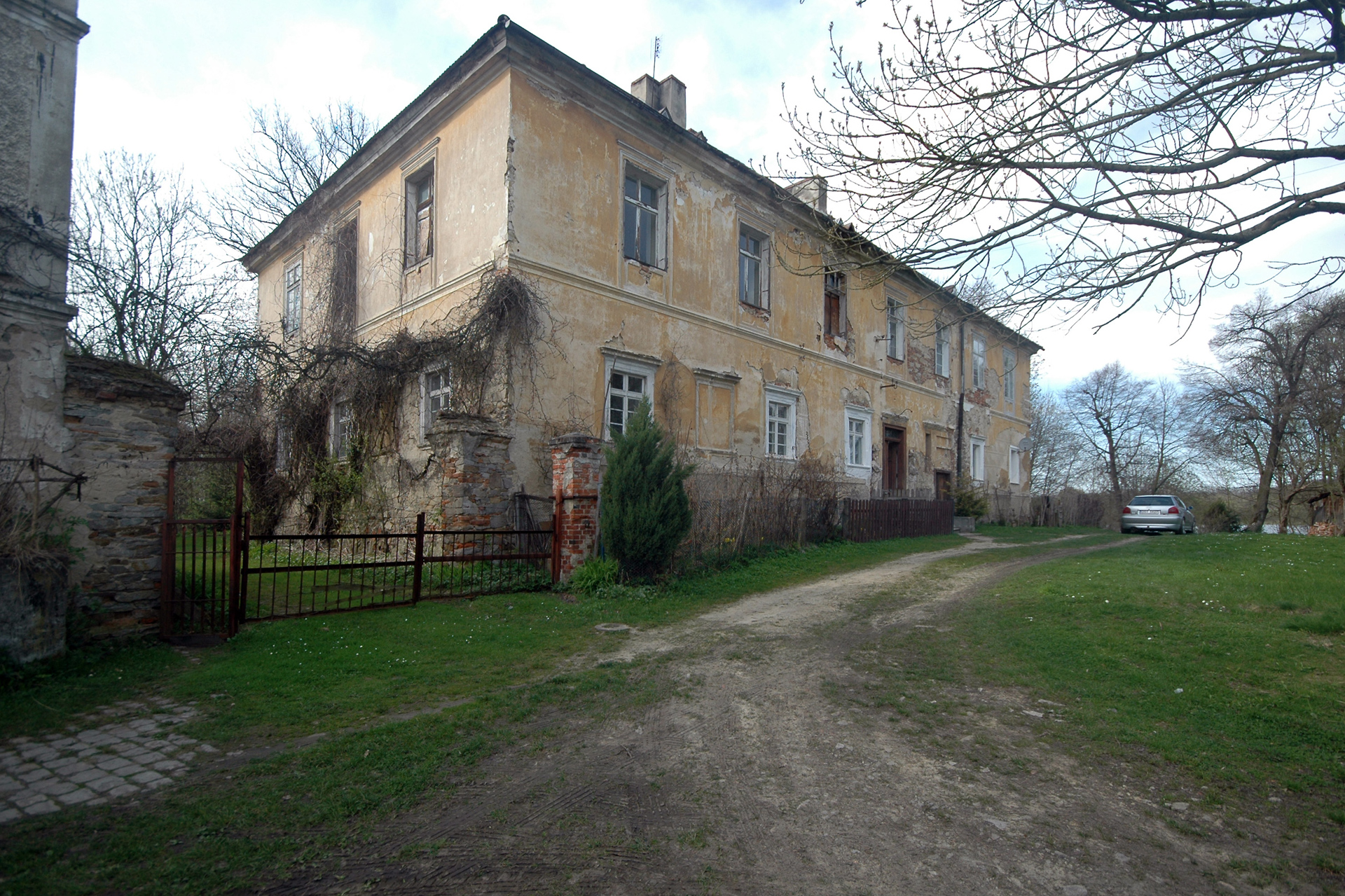
Gutshof Geppersdorf

Gębczyce (deutsch Geppersdorf) ist ein Dorf in der Stadt- und Landgemeinde Strzelin (Strehlen) im Powiat Strzeliński (Kreis Strehlen) der Woiwodschaft Niederschlesien in Polen.

## Lage

### Nachbarorte
Nachbarorte sind Biały Kościół (Steinkirche) im Nordwesten, Gębice (Karlsdorf) im Süden, Dębniki (Eichwald) im Norden.

## Geschichte
Die Ersterwähnung erfolgte 1316 als „Villa Gotfridi“. Es gehörte zum Herzogtum Brieg, das seit 1329 ein Lehen der Krone Böhmen war und 1675 als erledigtes Lehen durch Heimfall an den böhmischen Landesherrn fiel. Nach dem Ersten Schlesischen Krieg 1742 fiel es mit dem größten Teil Schlesiens 1741/42 an Preußen. Grundherren waren Ende des 18. Jahrhunderts die Grafen von Sandreczky auf Manze und Mitte des 19. Jahrhunderts ein Baron von Pelet-Narbonne. 1780 wurden 142 Einwohner gezählt. 1783 befanden sich im Dorf ein herrschaftliches Vorwerk, ein Müller und 20 Feuerstellen. Zur Herrschaft gehörte ein Wald. 1845 waren es 28 Häuser, ein herrschaftliches Schloss, ein Vorwerk, 218 Einwohner (67 katholisch und der Rest evangelisch), evangelische Kirche zu Steinkirche, katholische Kirche zu Danchwitz, eine Windmühle, eine Brauerei, eine Brennerei, sieben Handwerker und eine Ziegelei. 1874 wurde der Amtsbezirk Geppersdorf gegründet, dem die Landgemeinden Danchwitz, Gambitz, Geppersdorf, Steinkirche, Wammelwitz und Wammen sowie die Gutsbezirke Dankowice Danchwitz, Geppersdorf und Wammen eingegliedert wurden.
Geppersdorf gehörte bis 1945 zum Landkreis Strehlen. Als Folge des Zweiten Weltkriegs fiel es 1945 mit dem größten Teil Schlesiens an Polen. Nachfolgend wurde es in Gębczyce umbenannt. Die deutschen Einwohner wurden – soweit sie nicht schon vorher geflohen waren – vertrieben. Die neu angesiedelten Bewohner stammten teilweise aus Ostpolen, das an die Sowjetunion gefallen war.

## Verwaltung
In den Jahren 1975–1998 gehörte die Stadt administrativ zur Woiwodschaft Breslau. Gębczyce ist heute Teil der Stadt- und Landgemeinde Strzelin.

## Sehenswürdigkeiten
- Das Gutshaus Geppersdorf (Dwór) ist ein zweistöckiger Bau im Stil der Spätrenaissance. Er wurde Anfang des 17. Jahrhunderts errichtet, im 18. Jahrhundert umgebaut und um 1850 modernisiert.[4][5]